# جان ویلکس بوث
جان ویلکس بوث (به انگلیسی: John Wilkes Booth)‏ (۱۰ مه ۱۸۳۸ – ۲۶ آوریل ۱۸۶۵) هنرپیشهٔ تئاتر آمریکایی بود که در ۱۴ آوریل ۱۸۶۵، آبراهام لینکلن، شانزدهمین رئیس‌جمهور ایالات متحده آمریکا را در تئاتر فورد در واشینگتن دی.سی.، ترور کرد. بوث، در خانواده‌ای بزرگ شد که با هنر تئاتر به خوبی آشنا بودند و در دههٔ ۱۸۶۰ یکی از معروف‌ترین هنرپیشه‌ها به‌شمار می‌آمد. بوث در جنگ داخلی آمریکا طرفدار جبههٔ ائتلاف و با لینکلن مخالف بود. او به‌شدت مخالف لغو برده‌داری در آمریکا و طرح لینکلن برای اعطای حق رأی به بردگان تازه آزاد شده بود.
بوث و گروه کوچکی از همدستان او ابتدا قصد داشتند لینکلن را بربایند و به این ترتیب به جبههٔ ائتلاف کمک کنند اما مدتی بعد تصمیم گرفتند لینکلن، معاونش اندرو جانسون و وزیر خارجهٔ وقت ایالات متحده یعنی ویلیام اچ. سیوارد را به قتل برسانند. ارتش ویرجینیای شمالی به فرماندهی ژنرال لی، چهار روز قبل تسلیم ارتش اتحادیه شده بود اما بوث همچنان باور داشت که جنگ داخلی به پایان نرسیده چون نیروهای تحت فرماندهی ژنرال جوزف جانستون همچنان در حال جنگ بودند.
بوث یک گلوله به پشت سر لینکلن شلیک کرد و لینکلن صبح روز بعد از پا درآمد. سیوارد به‌شدت زخمی شد اما زنده ماند و جانسون هم مورد حمله قرار نگرفت. بوث سوار بر اسب به جنوب مریلند گریخت. دوازده روز بعد رد او را در انبار مزرعه‌ای در نواحی روستایی شمال ویرجینیا زدند. همراه او، دیوید هارولد، تسلیم شد اما بوث مقاومت کرد. سربازان انبار را آتش زدند و در نهایت یکی از سربازان ارتش اتحادیه به نام بوستون کوربِت گلوله‌ای به گردن بوث شلیک کرد. بوث فلج شد و چند ساعت بعد درگذشت. هشت تن از همدستان او در ماجرای ترور لینکلن محاکمه و مجرم شناخته شدند و چهار تن از آنان به دار آویخته شدند.
سال‌ها بعد، نویسندگان مختلفی بر این عقیده پای فشردند که بوث از دست تعقیب‌کنندگانش گریخت و سال‌ها تحت یک نام مستعار به زندگی ادامه داد.

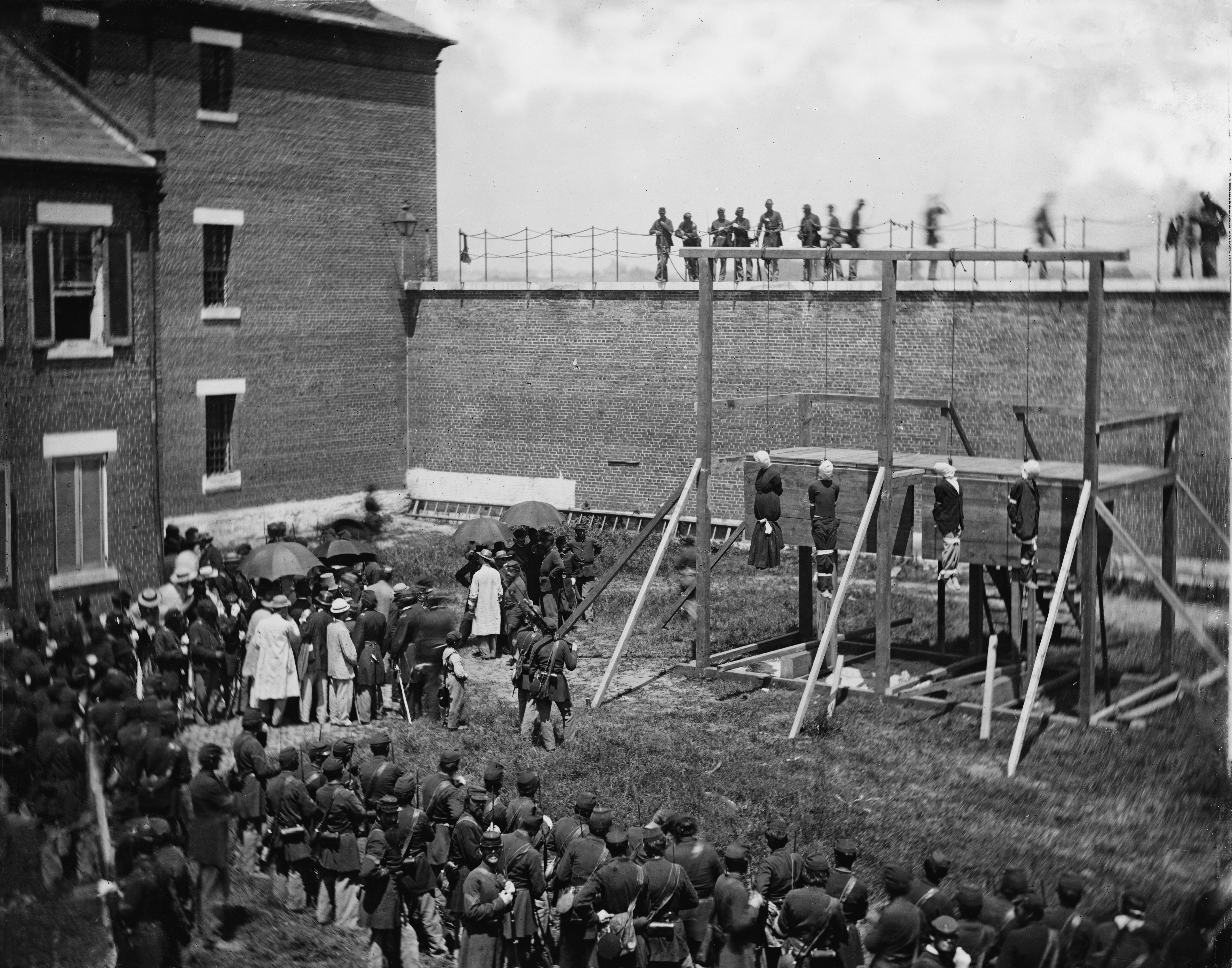
صحنه اعدام قاتلان آبراهام لینکلن